# Нью-Чикаго (Індіана)
Нью-Чикаго (англ. New Chicago) — місто (англ. town) в США, в окрузі Лейк штату Індіана. Населення — 1999 осіб (2020).

## Географія
Нью-Чикаго розташований за координатами 41°33′31″ пн. ш. 87°16′19″ зх. д. / 41.55861° пн. ш. 87.27194° зх. д. (41.558725, -87.271810).  За даними Бюро перепису населення США в 2010 році місто мало площу 1,73 км², уся площа — суходіл.

## Демографія
Згідно з переписом 2010 року, у місті мешкало 2035 осіб у 763 домогосподарствах у складі 487 родин. Густота населення становила 1174 особи/км².  Було 866 помешкань (499/км²).
Расовий склад населення:
| - 81,0 % — білих - 2,2 % — чорних або афроамериканців - 0,7 % — корінних американців - 0,7 % — азіатів - 10,0 % — осіб інших рас |

До двох чи більше рас належало 5,3 %. Частка іспаномовних становила 27,4 % від усіх жителів.
За віковим діапазоном населення розподілялося таким чином: 27,5 % — особи молодші 18 років, 61,4 % — особи у віці 18—64 років, 11,1 % — особи у віці 65 років та старші. Медіана віку мешканця становила 33,9 року. На 100 осіб жіночої статі у місті припадало 99,9 чоловіків;  на 100 жінок у віці від 18 років та старших — 99,3 чоловіків також старших 18 років.
Середній дохід на одне домашнє господарство  становив 44 851 долар США (медіана — 38 879), а середній дохід на одну сім'ю — 52 087 доларів (медіана — 49 074). Медіана доходів становила 45 341 долар для чоловіків та 25 000 доларів для жінок. За межею бідності перебувало 22,3 % осіб, у тому числі 27,6 % дітей у віці до 18 років та 13,1 % осіб у віці 65 років та старших.
Цивільне працевлаштоване населення становило 885 осіб. Основні галузі зайнятості: мистецтво, розваги та відпочинок — 22,6 %, освіта, охорона здоров'я та соціальна допомога — 15,7 %, виробництво — 15,3 %.